# Maudaha
Maudaha è una suddivisione dell'India, classificata come municipal board, di 34.417 abitanti, situata nel distretto di Hamirpur, nello stato federato dell'Uttar Pradesh. In base al numero di abitanti la città rientra nella classe III (da 20.000 a 49.999 persone).

## Geografia fisica
La città è situata a 25° 40' 60 N e 80° 7' 0 E e ha un'altitudine di 119 m s.l.m..

## Società

### Evoluzione demografica
Al censimento del 2001 la popolazione di Maudaha assommava a 34.417 persone, delle quali 18.325 maschi e 16.092 femmine. I bambini di età inferiore o uguale ai sei anni assommavano a 5.544, dei quali 2.961 maschi e 2.583 femmine. Infine, coloro che erano in grado di saper almeno leggere e scrivere erano 20.828, dei quali 12.649 maschi e 8.179 femmine.